# Marco Emílio Paulo (cônsul em 255 a.C.)
Marco Emílio Paulo (em latim: Marcus Aemilio Paulus) foi um político da gente Emília da República Romana eleito cônsul em 255 a.C. com Sérvio Fúlvio Petino Nobilior. Era filho de Marco Emílio Paulo, cônsul em 302 a.C.. Lúcio Emílio Paulo, cônsul em 219 a.C., era seu filho.

## Consulado (255 a.C.)

Teatro de operações da Primeira Guerra Púnica em 255 a.C..
Território siracusano
Território cartaginês
Territórios romanos
1. Cartago captura Agrigento, queima a cidadela e recua (255 a.C.).
2. Frota romana destruída por uma tempestade depois da derrota na Batalha de Túnis.

Foi eleito cônsul com Sérvio Fúlvio Petino Nobilior em 255 a.C., o décimo ano da Primeira Guerra Púnica. No início do ano, Marco Atílio Régulo foi derrotado na África pelos cartagineses liderados pelo espartano Xantipo na Batalha de Túnis e o resto de seu exército estava cercado em Clupea (Kélibia?). Tão logo o Senado soube do desastre, enviou os dois cônsules à frente de uma frota com pelo menos 300 navio para tentar salvá-los. Depois de abandonarem a ilha de Cossura (Pantelleria), os romanos encontraram a frota cartaginesa perto do promontório de Hermanean, onde conseguiram uma brilhante vitória.
Durante a viagem de volta da África, os pilotos advertiram os cônsules para que evitassem a costa meridional da Sicília, pois eram frequentes na região tempestades violentas. Porém, nenhum deles seguiu os conselhos e, perto de Camarina, as esquadras foram surpreendidas por uma terrível tempestade que destruíram quase toda a frota, tanto que as costas de Camarina e Pachino ficaram repletas de destroços e cadáveres.
Os dois cônsules conseguiram sobreviver ao desastre e, no ano seguinte, celebraram o triunfo como proconsules.